# Red Checkers
Los Red Checkers (en español: «Damas rojas») son un equipo de demostración acrobática de la Real Fuerza Aérea Neozelandesa (RNZAF por sus siglas en inglés) constituido en 1967 con cinco aviones Harvard pintados de rojo y blanco (colores que originaron su nombre). Aunque en 1973 fue desmantelado debido a la crisis del petróleo de ese año, en 1980 vuelven a establecerse con cuatro aviones PAC CT-4B Airtrainer también pintados de rojo y blanco. En 1994 todos los aviones CT-4B Airtrainer de la RNZAF fueron pintados de amarillo y negro, incluidos los del equipo acrobático. En 1999 los Red Checkers pasaron a pilotar seis aviones PAC CT-4E Airtrainer.

## Aviones utilizados
| Avión                  | Número      | Periodo           |
| ---------------------- | ----------- | ----------------- |
| North American Harvard | 5           | 1967 — 1973       |
| inactividad            | inactividad | 1973 — 1980       |
| PAC CT-4B Airtrainer   | 4           | 1980 — 1999       |
| PAC CT-4E Airtrainer   | 6           | 1999 — actualidad |